# ST-Ericsson
ST-Ericsson var ett samriskföretag ägt av STMicroelectronics och Ericsson som etablerades 10 februari 2009. ST-Ericsson bildades genom sammanslagning av Ericssonbolaget Ericsson Mobile Platforms AB och STMicroelectronics bolag ST-NXP Wireless. Företaget var en fabrikslös halvledartillverkare som sålde fullständiga mobila plattformar till bland annat Nokia, Samsung, Sony Mobile, LG och Sharp med 80% marknadsandel. Företaget upplöstes år 2013. Huvudkontoret fanns i Genève, Schweiz.

## Historia
Ericsson Mobile Platforms hade bildats år 2001 ur Ericsson Mobile Communications i samband med telekomkrisen vid sekelskiftet år 2000. Detta var ett renodlat plattformbolag efter att produktutvecklingen av telefoner hade överförts till Sony Ericsson, senare Sony Mobile. Vid sammanslagningen av företagen hade Ericsson Mobile Platforms c:a 3100 anställda.
ST-NXP Wireless hade bildats den 27 juni 2008 som ett samriskföretag mellan STMicroelectronics och NXP Semiconductor, ett bolag i Philips-sfären. Inriktningen på detta bolag var att utveckla halvledare för trådlös kommunikation. Till en början ägde STMicroelectronics 80% av bolaget, medan NXP Semiconductor ägde 20%. Redan den 19 augusti 2008 köpte STMicroelectronics ut NXP:s 20% och bolaget blev ett helägt dotterbolag till STMicroelectronics. Den 21 oktober 2008 meddelade de två bolagen (Ericsson och STMicroelectronics) den Europeiska kommissionen att de avsåg att slå samman företagen till ett. Som skäl för att kommissionens konkurrensmyndighet skulle godkänna samarbetet framfördes bland annat att det gemensamma företaget bättre skulle kunna möta konkurrensen från det i branschen marknadsledande företaget Qualcomm.
Bolaget var konstruerat med två olika legala entiteter kallade JVD och JVS. Den del som kallas JVD omfattade all UMTS och LTE-teknologi och kontrollerades av Ericsson genom ett ägarskap >50% och den del som kallades JVS omfattade försäljning, marknadsföring och produktutveckling baserad på radioteknologierna, och kontrollerades av STMicroelectronics genom ett ägarskap >50%. JVD hade vid bildandet c:a 1000 anställda (samtliga från Ericsson Mobile Platforms) medan JVS hade c:a 2100 anställda från Ericsson Mobile Platforms samt 4900 anställda från ST-NXP Wireless. Totalt hade bolaget vid bildandet alltså c:a 8000 anställda. De legala entiterna JVD och JVS hade gemensam ekonomi. Sammanslagningen av företagen slutfördes den 12 februari 2009.

### Produkter

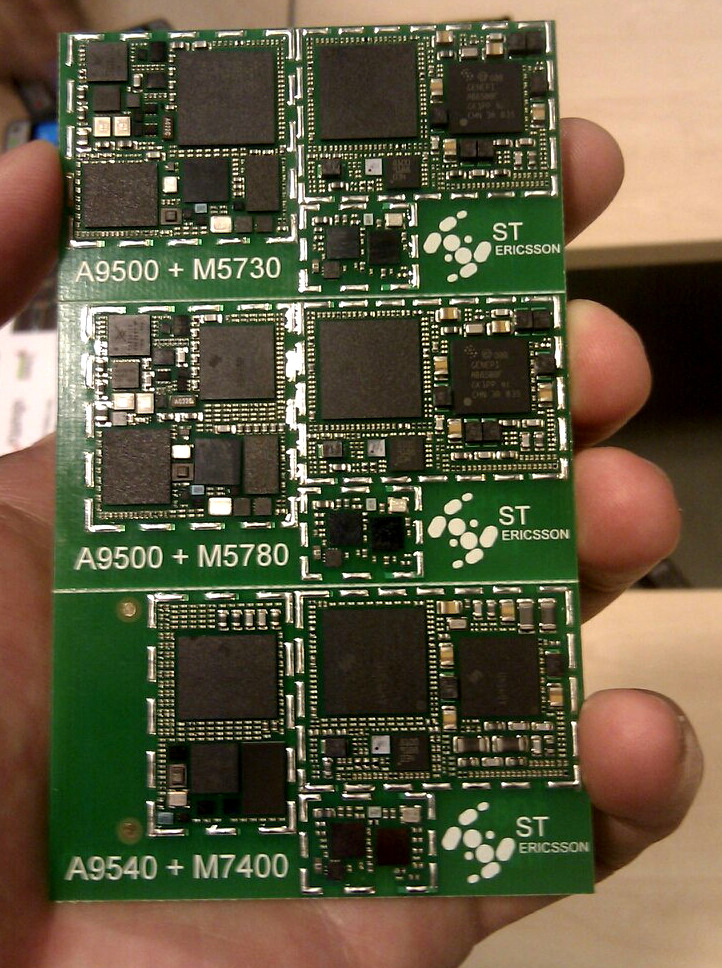
ST-Ericsson-plattformarna A9500 och A9540 med M5730 M5780 och M7400 modem, uppvisade på Mobile World Congress, 2011.

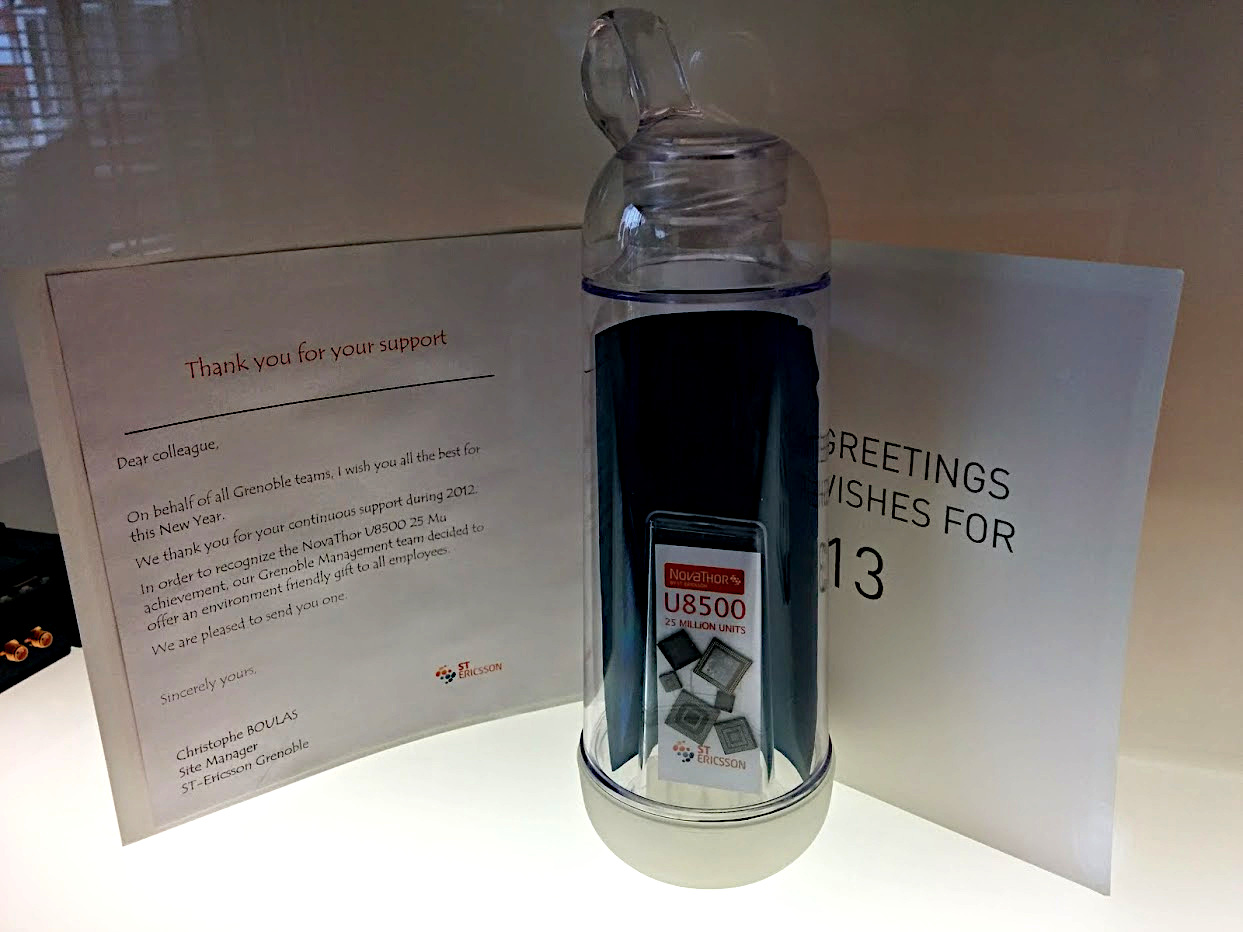
Ett tacksamhetsbevis för 25 miljoner skeppade U8500-plattformar som finns i nuvarande ST Microelectronics reception i Le Mans.

STMicroelectronics mobila enhet hade före sammanslagningen av företagen arbetat med Nomadik, en applikationsprocessor utan modem som kommit i sin första version STn8800 år 2003, då den också vann Microprocessor Report Analysts' Choice Awards. Även NXP hade arbetat med en kombinerad applikationsplattform med namnet Nexperia. Av dessa två valdes Nomadik som startpunkt för framtida applikationsplattformar i företaget.
Den 3 oktober 2008 hade föregångaren Ericsson Mobile Platforms visat upp en handhållen prototyp för LTE (fjärde generationens mobiltelefoni). Vid tillfället uppgavs att företaget beräknade ha denna teknologi på marknaden omkring år 2011. I december år 2009 hade LTE-plattformen fått ett namn: M710 och presenterades som ett multimode-device som även kunde hantera HSDPA. Den 1 november 2010 omtalas en produkt med namnet M700 och det nämns att denna kan leverera 100Mbps nedströms och 50 Mbps uppströms i datatakt.
Med början den 15 februari år 2011 presenterade företaget ett helt batteri produkter:
- En serie applikationsprocessorer under varumärket Nova med namn som A9600, A9540 och A9500.
- En serie modemprodukter under varumärket Thor med namn som M5720, M5780, M7300, M7400 och M7450.
- En serie kombinerade produkter med både applikationsprocessor och modem under varumärket NovaThor med namn som T5008, U4500, U8500, L9540, L8540 och L8580.

Många av produkterna tycks ha misslyckats att nå marknaden. I pressmeddelandet om den sista produkten L8580 nämns bara att U8500 har massproducerats och att L8540 finns i provexemplar sedan slutet av 2012. Kvartalsrapporten för fjärde kvartalet 2012 anger att bolaget skeppat 10,7 miljoner enheter av U8500 under kvartalet. Internt skickade man ut tacksamhetsbetygelser för 25 miljoner skeppade U8500-plattformar julen 2012.

### Splittringen
I slutet av år 2012 och början av 2013 blev det alltmer uppenbart att verksamheten i ST-Ericsson inte fungerade som avsett, och företaget demonterades successivt.
I april 2012 meddelade företaget att utvecklingen av applikationsprocessorer skulle flyttas tillbaka till STMicroelectronics. Den 10 december 2012 meddelade företaget att STMicroelectronics helt skulle dra sig ur samarbetet. Den 21 december meddelade Ericsson att man skrivit ner företagets värde från 5 miljarder till noll kronor, och beräknade att lägga in ytterligare 3 miljarder i så kallade strukturella förändringar i företaget. I en intervju i februari år 2013 angav dåvarande VD:n Didier Lamouche att produkterna inom LTE försenats med minst ett år och att man tidigare haft ett försprång mot konkurrenterna som gått förlorat, samt att företagets största enskilda kund nu var Samsung. Ericssons VD Hans Vestberg förnekade ungefär samtidigt ett rykte att en omfattande pågående patenttvist mellan Ericsson och Samsung skulle orsaka svårigheter för ST-Ericsson att göra affärer med Samsung, och underströk att bolagets LTE-modem var nödvändigt för en sund konkurrenssituation på marknaden.
Den 11 februari meddelade företaget att Didier Lamouche avgick som VD, efter att han sagt upp sig från sin tjänst på STMicroelectronics. Den 18 mars meddelades samtidigt från Ericsson och STMicroelectronics att företaget skulle delas, och att Ericsson skulle ta över c:a 1800 anställda i Sverige, Tyskland, Indien och Kina, samt att STMicroelectronics skulle ta över c:a 950 anställda huvudsakligen i Frankrike och Italien, samt att Carlo Ferro övertog rollen som VD för företaget. ST-Ericsson meddelade samtidigt att man därför avsåg att göra s.k. omstruktureringar som skulle påverka c:a 1600 anställda i hela världen, varav c:a 400-600 i Sverige. Den 18 juni 2013 meddelades 500 personer, varav 300 anställda och 200 konsulter i Lund att de måste lämna företaget, och 800 personer blev kvar i det nya företaget Ericsson Modems som slutligen startade den 2 augusti 2013. Cirka 50 personer erbjöds nya arbeten på Intel medan övriga 450 sades upp.
ST-Ericssons svenska verksamhet var fokuserad till Lund, och en mindre enhet i Kista. Verksamheten i Linköping omfattande 27 anställda överfördes till Cybercom group i oktober 2012. I oktober meddelade företaget att man lade ned utvecklingsenheten i Grimstad, Norge under andra kvartalet 2013, vilket berörde 60 anställda och 30 konsulter.

## Storlek och ekonomi
| År/kvartal | Antal anställda | Försäljning MUSD | Vinst/Förlust MUSD | Ref           |
| ---------- | --------------- | ---------------- | ------------------ | ------------- |
| 2009 Q1    | 8000            | 562              | -149               | [ 29 ]        |
| 2009 Q2    | ?               | 666              | -165               | [ 30 ]        |
| 2009 Q3    | ?               | 728              | -77                | [ 30 ]        |
| 2009 Q4    | ?               | 740              | -50                | [ 29 ]        |
| 2010 Q1    | ?               | 606              | -114               | [ 29 ]        |
| 2010 Q2    | ?               | 544              | -118               | [ 30 ]        |
| 2010 Q3    | ?               | 565              | -85                | [ 31 ]        |
| 2010 Q4    | ?               | 577              | -119               | [ 32 ]        |
| 2011 Q1    | ?               | 444              | -149               | [ 33 ]        |
| 2011 Q2    | ?               | 385              | -181               | [ 34 ]        |
| 2011 Q3    | ?               | 412              | -194               | [ 35 ]        |
| 2011 Q4    | ?               | 409              | -207               | [ 36 ]        |
| 2012 Q1    | ?               | 290              | -297               | [ 37 ]        |
| 2012 Q2    | ?               | 344              | -235               | [ 38 ]        |
| 2012 Q3    | 5000            | 359              | -148               | [ 39 ] [ 40 ] |
| 2012 Q4    | ?               | 409              | -207               | [ 41 ]        |